# 田中町 (横手市)
田中町（たなかまち）は、秋田県横手市の町丁。郵便番号は013-0024。人口は176人、世帯数は74世帯（2020年10月1日現在）。丁目の設定のない単独町名で、全域で住居表示を実施している。旧横手市横手町・前郷の各一部に相当する。

## 地理
横手地域の中央部に位置し、東で四日町・鍛冶町、西で寿町、南で前郷一番町、北で中央町と隣接する。北端には二の堰（暗渠）が流れる。商店や飲食店が立ち並び、南西角には戦国時代に出羽国において勢力を誇った小野寺氏の菩提寺と言われる正平寺がある。北端には富士見大通りが東西に横断しており、西端にはゆりのき通り、中央部にななかまど通り、東端にはけやき大通りといった幹線がそれぞれ南北に縦貫する。
全域が都市計画区域に含まれるが、区域区分非設定区域となっている。都市計画法上の用途地域では全域が商業地域に指定されている。

### 地名の由来
「田中」という地名は日本各地に分布しており、『大日本地名辞書』によれば、山城国愛宕郡に田中村が存在し、貞観5年（863年）に勅命により、広幡神および田中神が山城国愛宕郡伊佐弥里（現在の京都市左京区北白川）に祀られたとされる。また、大和国生駒郡（現在の奈良県大和郡山市）にも田中村があり、当地にも田中神を祀る神社が存在している。田中神は「倭田中直等の祖である」とあり、田中直とは凡河内国造（河内直）である。田中神は天津日子根命とされ、これを祀った地が「田中」と称されるようになったと考えられている。このように横手市田中町も、田中神が祀られていた可能性が指摘されているが、寛文9年（1669年）の地図には地名の記載がなく、田中神の勧請はそれ以降であった可能性がある。

## 歴史
現在の田中町2番のあたりは俗称「七軒町（しちけんまち）」といい、小野寺氏が横手に入部する前に7軒の家が建っていたことに由来すると言われている。菅江真澄の『雪の出羽路』によると、古老から聞いた話として「七軒町という町内に蛭子神社があり、そこにははじめ、家が七軒ほどしかなくて、それがだんだん家がふえて、横手の町になった」と記されており、横手で始めて人家が建った場所とされている。
横手川右岸の朝倉山（通称・お城山）に位置した横手城の城下町として栄えた地域で、現在も横手市の中心市街地の一角を成している。現在の田中町は横手川の左岸、商人や職人が住む「外町」に当たる地域で、江戸時代頃から城下町として形成されていった。外町を構成する町内の中では南西端に当たる。
現在の田中町に当たる地区は江戸時代には田中町・正平寺町と言われた。二日町（現在の鍛冶町・四日町）の道を西に進むと正平寺山門に突き当たるが、その手前で右手に折れる道沿いを田中町（七軒町とも）といい、四日町上丁の西裏あたりで左側に折れる道沿いを正平寺町といった。1874年（明治7年）に柳町・大水戸町・馬口労町・田中町が合併して横手町大字横手町が誕生する前に正平寺町の地名は消えており、田中町の一部となっていた。
モータリゼーションの時代が到来すると、城下町特有の狭く曲がり角が多い横手の道路は車の通行に不便であったため、1937年（昭和12年）に決定した都市計画により、各地で土地区画整理事業が行われることになった。当地周辺でも「中央第一地区土地区画整理事業」として事業が進む中、隣接する中央町には大町から横手市役所本庁舎が移転してくることが決まり、町内において「コミュニティ・マート構想」なるものが浮上した。コミュニティ・マート構想では、新たに整備される本庁舎を核に、四日町・田中町の各商業施設ビルやそれらを結ぶペデストリアンデッキの設置などが計画されていたが、実現していない。

### 町名の変遷
住居表示に関する法律が施行された1962年5月10日以降、旧横手市内においても住居表示が進み、1965年より第一次から第五次にかけて実施された。本地域は第二次地区として1966年4月1日に実施され、現行の田中町はここで誕生した。
| 実施後 | 実施年月日     | 実施前                                           | 備考 |
| ------ | -------------- | ------------------------------------------------ | ---- |
| 田中町 | 昭和41年4月1日 | 横手町字上飛瀬（一部） よこてまち あざかみとびせ |      |
| 田中町 | 昭和41年4月1日 | 横手町字田中町（一部） よこてまち あざたなかまち |      |
| 田中町 | 昭和41年4月1日 | 前郷字囲ノ内（一部） まえごう あざかこいのうち   |      |

## 世帯数と人口
2020年（令和2年）10月1日現在の世帯数と人口は以下の通りである。
| 丁目   | 世帯数 | 人口  |
| ------ | ------ | ----- |
| 田中町 | 74世帯 | 176人 |

### 人口・世帯数の推移
以下は国勢調査による1995年（平成7年）以降の人口の推移。
| 年                 | 人口 |
| ------------------ | ---- |
| 1995年（平成7年）  | 278  |
| 2000年（平成12年） | 271  |
| 2005年（平成17年） | 233  |
| 2010年（平成22年） | 211  |
| 2015年（平成27年） | 196  |
| 2020年（令和2年）  | 176  |

以下は国勢調査による1995年（平成7年）以降の世帯数の推移。
| 年                 | 世帯数 |
| ------------------ | ------ |
| 1995年（平成7年）  | 98     |
| 2000年（平成12年） | 97     |
| 2005年（平成17年） | 90     |
| 2010年（平成22年） | 82     |
| 2015年（平成27年） | 76     |
| 2020年（令和2年）  | 74     |

## 小・中学校の学区
市立小・中学校に通う場合、学区（校区）は以下の通りとなる。
| 番地 | 小学校               | 中学校               |
| ---- | -------------------- | -------------------- |
| 全域 | 横手市立横手南小学校 | 横手市立横手南中学校 |

## 交通

### 鉄道
鉄道駅はない。最寄り駅は■奥羽本線、■北上線の横手駅。

### 道路
- 富士見大通り
- ゆりのき通り
- ななかまど通り
- けやき大通り

## 施設
- 正平寺（3番14号）[28]
山号：大儀山、宗派：曹洞宗、本尊：十一面観世音菩薩[28]
寛治年間、藤原朝臣小館三郎正衡が、境町八丁の明永野に「明永山 大義山」を開創し、天台宗の寺院と考えられる大伽藍を建立した。一大霊場としたが、時代の変遷とともに荒廃した。約400年後の長禄2年（1458年）、当時の横手城主・小野寺泰道が、越後国柏崎の香積寺四世・警巌宗篤禅師を迎え、「大義山 正平寺」と号し、曹洞宗の寺院として再興するとともに、現在地へと移転した。寺号の「正平」は、開創者・正衡に由来する。その後、佐竹氏の時代に入ると、「義」の字は佐竹氏代々の諱字であったため、寺号中の字を「儀」に改めたとされる[28]。
2024年12月3日、山門および経蔵が国の登録有形文化財に登録[29]。

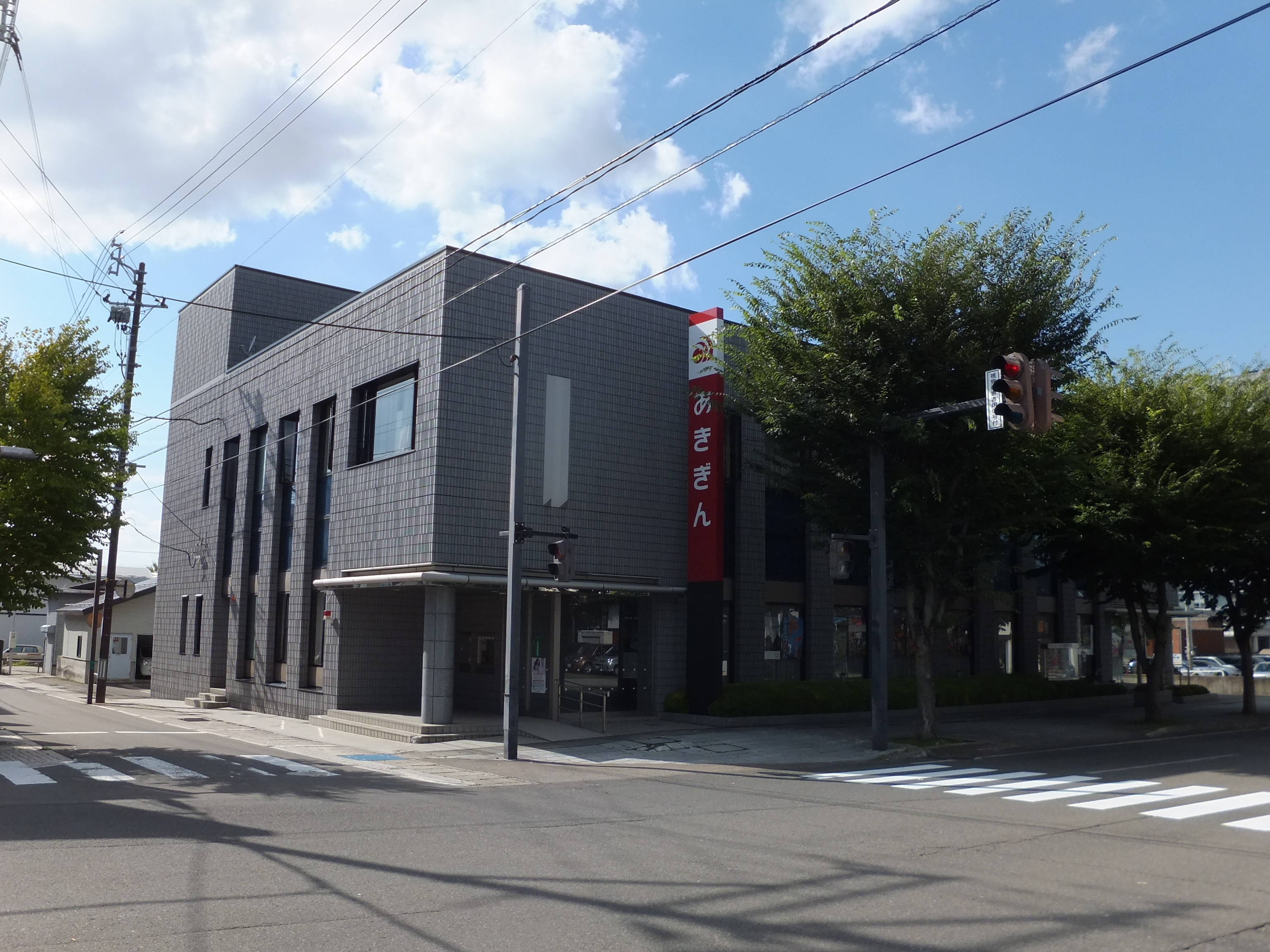
秋田銀行 横手支店（1番3号）

- 秋田銀行 横手支店